# Ісанбаєво (Янаульський район)
Ісанба́єво (рос. Исанбаево, башк. Иҫәнбай) — село у складі Янаульського району Башкортостану, Росія. Входить до складу Іжболдінської сільської ради.
Населення — 172 особи (2010; 149 у 2002).
Національний склад:
- татари — 66 %
- башкири — 34 %